# Hutka
Hutka (in ungherese Hutás, in tedesco Glashütte bei Bartfeld) è un comune della Slovacchia facente parte del distretto di Bardejov, nella regione di Prešov.

## Storia
Il villaggio viene citato per la prima volta nel 1618 quale possedimento della Signoria di Makovica dove erano state installate numerose vetrerie.